# 쇼피파이
쇼피파이(Shopify)는 온타리오주 오타와에 본사를 둔 캐나다의 다국적 전자상거래 기업이다. 온라인 스토어와 소매용 판매 시점 정보 관리(POS) 시스템들의 사유 전자상거래 플랫폼의 이름이기도 하다. 쇼피파이 플랫폼은 온라인 소매업체들에게 지불, 마케팅, 배송, 고객 참여 도구를 포함한 서비스 제품군을 제공한다.
이 기업은 2021년 5월 기준으로 약 175개국의 1,700,000개 이상의 사업체에서 플랫폼을 사용한다고 보고하였다. 빌트위스(Builtwith)에 따르면 1,580,000개 웹사이트가 2021년 기준으로 쇼피파이 플랫폼에서 동작한다.